# Lignon du Velay
Lignon du Velay – rzeka we Francji, przepływająca przez teren departamentu Górna Loara, o długości 85,1 km. Stanowi prawy dopływ rzeki Loary.